# ريوجوزيف هاشيمورا
ريوجوزيف هاشيمورا (باليابانية: 橋村 龍ジョセフ) (23 أغسطس 2000 في طوكيو في اليابان – )؛ هو لاعب كرة قدم كان يلعب كمهاجم.

## وصلات خارجية
- ريوجوزيف هاشيمورا على موقع رابطة كرة القدم اليابانية للمحترفين (اليابانية)
- ريوجوزيف هاشيمورا على موقع قاعدة بيانات كرة القدم.إي يو (الإنجليزية)
- ريوجوزيف هاشيمورا على موقع Soccerway.com (الإنجليزية)
- ريوجوزيف هاشيمورا على موقع عالم كرة القدم.نت (الإنجليزية)